# António Luís de Meneses, 1. Marquês de Marialva

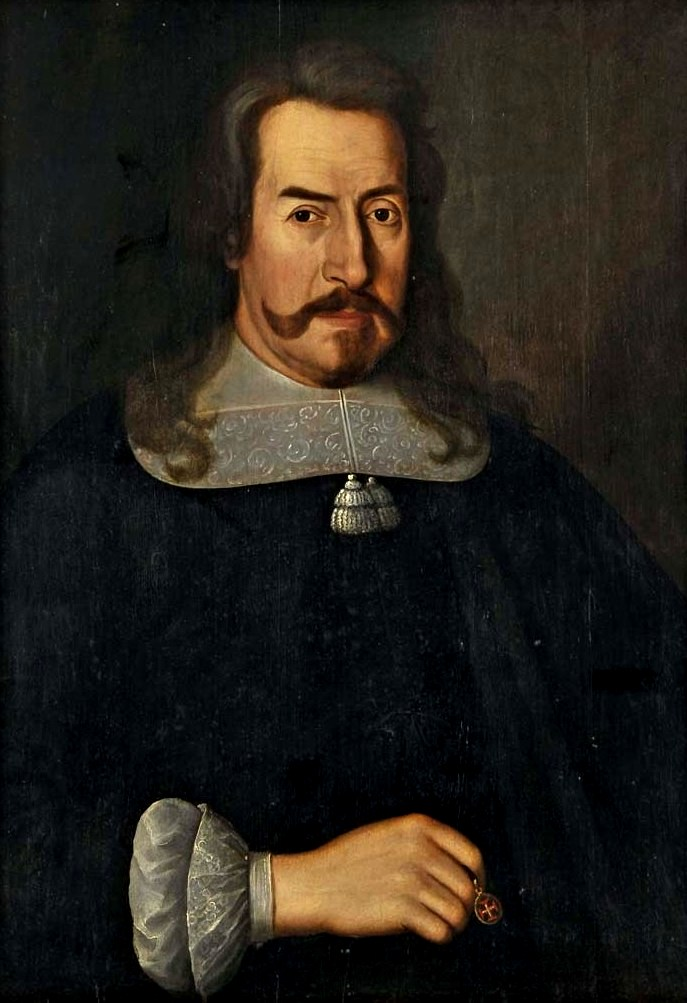
António Luís de Meneses

Don António Luís de Meneses, 1. Marquês de Marialva und 3. Conde de Cantanhede (* 13. Dezember 1603 in Cantanhede; † 19. Mai 1675) war einer der bedeutendsten Feldherrn der portugiesischen Restauração.
Meneses entstammte einer angesehenen Adelsfamilie und nahm 1640 an der Revolte gegen die spanische Herrschaft teil, die Johann IV. zum König des Landes machte. Im folgenden Jahr übernahm er als mestre-de-campo das Kommando über die portugiesischen Streitkräfte und war in dieser Position mitverantwortlich für die ersten portugiesischen Siege. Für diese Erfolge wurde er am 11. Juni 1661 zum Marquês de Marialva erhoben. Für den Feldzug von 1663 ersetzte er Penhaflor als Befehlshaber des portugiesischen Heeres, was er bis zum Ende des Krieges 1668 blieb.
Nach dem Krieg war seine politische Karriere nicht erfolgreich. Er verstarb 1675 verarmt und wurde im Konvent von Santo António in Cantanhede begraben.